# IC 4579
IC 4579 је спирална галаксија у сазвјежђу Змија која се налази на листи објеката дубоког неба у Индекс каталогу.
Деклинација објекта је + 23° 46' 25" а ректасцензија 15h 42m 51,4s. Привидна величина (магнитуда) објекта IC 4579 износи 14,6 а фотографска магнитуда 15,4. IC 4579 је још познат и под ознакама CGCG 136-63, NPM1G +23.0408, PGC 55852.